# لوئی هاگ
لوئی هاگ (Louis Haghe) نقاش اهل کشور بلژیک بود. او در زمینهٔ نقاشی آبرنگ و چاپ‌سنگی فعال بود. پدر و پدربزرگ او معمار بودند.